# Cross-Origin Resource Sharing
Cross-origin resource sharing (w skrócie CORS) – mechanizm umożliwiający współdzielenie zasobów pomiędzy serwerami znajdującymi się w różnych domenach. Ściślej rzecz biorąc chodzi o możliwość wykonywania żądań AJAX między takimi serwerami przy zachowaniu pewnych ograniczeń co do dopuszczalnego źródła żądania.